# Steinbruch Hohenems-Unterklien

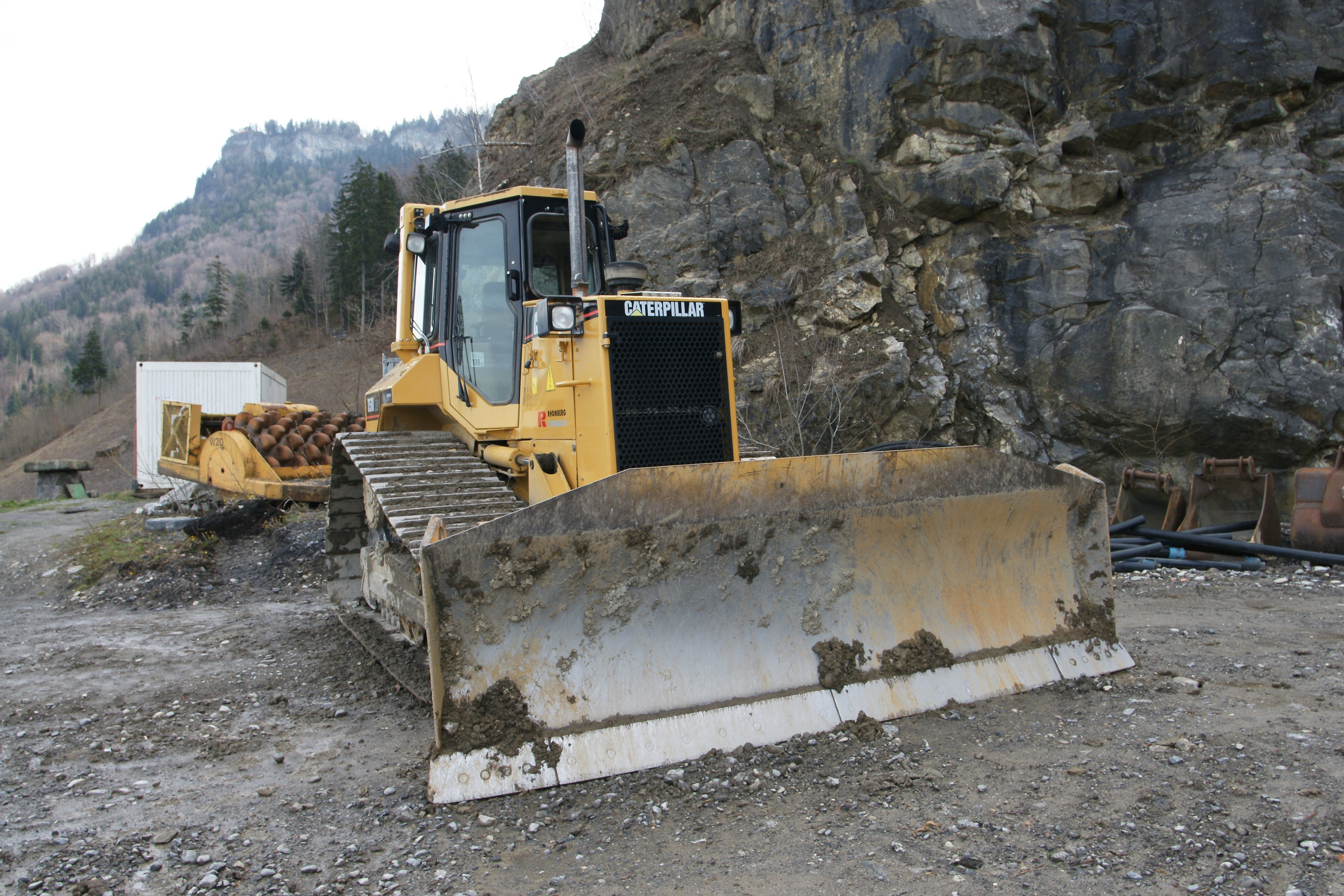
Caterpillar im Steinbruch Unterklien

Der Steinbruch Hohenems-Unterklien ist ein im Stadtteil Unterklien der österreichischen Stadt Hohenems angesiedelter Steinbruch. Der Unter Klienbach grenzt den Steinbruch Unterklien nach Süden vom Ortsteil ab, während nördlich direkt die Gemeindegrenze zur Stadt Dornbirn angrenzt.

## Geschichte
Die erste urkundliche Erwähnung eines Steinbruchs in Hohenems geht auf das Jahr 1610 zurück. Am 19. Mai 1610 verlieh Graf Kaspar von Hohenems seinem Kammerdiener Peter von Ried, der später Vogt zu Dornbirn war, das Recht, in der Grafschaft Wetzsteine zu brechen (siehe: Wetzsteinerzeugung (Reichsgrafschaft Hohenems)). Im Jahr 1826 eröffnete die Gemeinde Hohenems dann in der Parzelle Unterklien einen Steinbruch zur Erzeugung von Schotter-, Pflaster- und Wetzsteinen.
Bis zum Beginn des 20. Jahrhunderts erfolgte die Verpachtung des Steinbruchs Unterklien weitgehend ohne schriftliche Verträge. Mit der aufkommenden Mechanisierung der Landwirtschaft und der vermehrten Erzeugung von Kunstwetzsteinen ging die wirtschaftliche Bedeutung der Erzeugung von Wetzsteinen aus Sandstein nach dem Zweiten Weltkrieg verloren.
Im Zweiten Weltkrieg wurde die Produktion im Steinbruch vorübergehend eingestellt, und das Gelände diente stattdessen als Niederlassung der „Glaukonit AG“, welche Zahnräder für die deutsche Kriegsindustrie produzierte. Nach Sprengung der „Glaukonit AG“ durch die französische Besatzungsmacht wurde 1948 der Betrieb des Steinbruchs wieder aufgenommen.
1970 kaufte die Bregenzer Baufirma W. Rhomberg den Steinbruch Unterklien auf und gründete die Tochterfirma „Rhomberg Steinbruch GmbH & Co.“, die zur Rhomberg Gruppe gehört. Ab dem Jahr 2006 diente das Steinbruchareal nicht mehr ausschließlich der Verarbeitung von gebrochenem Gesteinsmaterial, sondern auch als Standort für Recyclingmaterial. In erster Linie wurden mineralische Rohstoffe aufbereitet. Heute ist der Steinbruch Unterklien Teil des Ressourcen Center Rheintals, hier werden Materialien und Rohstoffe nicht nur abgebaut, sondern auch wiederaufbereitet und dem Stoffkreislauf rückgeführt.
Um den Bedarf an Baumaterial in Vorarlberg auch in Zukunft mit heimischem Gestein decken zu können, plant die Rhomberg Gruppe seit Jahren den weiteren Ausbau des Steinbruchs in Hohenems-Unterklien. Dagegen formiert sich erheblicher Widerstand der Anrainer.

## Geologie des Steinbruchs
Als ältestes Gestein der Steinbruchwand entstand die Schichtfolge der Drusbergformation, eine Folge bräunlich verwitternder, wasserundurchlässiger, dunkler Mergelschiefer mit Einschaltung toniger, ton-mergeliger und mergelig-kalkiger Zwischenlagen.
Unter der Drusbergformation folgt die mit 110 m mächtigste Schicht der Felswand, der Schrattenkalk. Namensgeber des Schrattenkalks ist die „Schrattenfluh“, ein Gebirgsstock im Schweizer Kanton Luzern. Diese Kalkschicht aus der Kreidezeit bildet charakteristische „schrattige“ (Anm.: Schratten = Karren – „chemische Auslaugungswirkungen von Regen- und Schmelzwässern“, führt zur Bildung von Rinnen, Furchen) Oberflächenformen. Die Schichten zwischen 470 und 580 m Meereshöhe des Steinbruchs Unterklien bestehen aus diesem hell verwitternden, von Mergeleinlagerungen durchzogenen Gestein.
Darunter folgt die sogenannte Gault-Formation, welche vor allem quarzitische Grünsandsteine aus der Zeit der Unterkreide umfasst. In dieser Gesteinsschicht, welche rund 25 m Mächtigkeit der Unterkliener Felswand einnimmt, ist eine sehr langsame Ablagerung ersichtlich.
Unter der Gault-Formation liegt der Seewerkalk, ein heller, feinkörniger Kalk, welcher sich muschelig brechen lässt und eine große Anzahl an bis zu 1 mm großen Schalen von urzeitlichen Planktontierchen (sog. Globotruncanen) aufweist. Während der Seewerkalk früher unter anderem zur Pflastersteinherstellung Verwendung fand, wird es jetzt häufig als Füllmaterial für Steinkörbe verwendet.
Zuunterst bildet die Amden-Formation die jüngste Schicht der Unterkliener Felswand. Der Name stammt vom Schweizer Ort Amden am Walensee. Es ist eine weitgehend monotone Formation aus grauem, feinlaminierten bis laminierten Mergeln, die bei stärkerer Tektonisierung dunkelgrau bis schwarz erscheint.

## Besonderes
Eine Besonderheit ist, dass in der Hohenemser Parzelle Klien die ursprünglichen Schichtungen der Sedimente „verkehrt herum“ liegen: die alten Schichten sind oben und die jungen Schichten sind unten. Grund: Infolge der alpinen Faltungen und Überschiebungen, verursacht durch den Schub der Afrikanischen Platte gegen Europa, die vor ca. 110 Mio. Jahren einsetzten und bis vor 40 Mio. Jahren anhielten, bildete sich eine sogenannte inverse Schichtung (überkippte Faltung). In den Eiszeiten, die vor rund 640.000 Jahren einsetzten und vor ca. 11.000 Jahren endeten, erhielten die Hohenemser Felswände mehr oder weniger ihre heutige Formierung durch die schleifende Wirkung des Ill-Rheingletschers und der Eisschmelzwässer. In der Hocheiszeit, vor 20.000 bis 12.000 Jahren, ragte bei Hohenems gerade noch der Gipfel der Hohen Kugel aus der Eisdecke.